# Liste der Monuments historiques in Blennes
Die Liste der Monuments historiques in Blennes führt die Monuments historiques in der französischen Gemeinde Blennes auf.

## Liste der Bauwerke
| Bezeichnung      | Beschreibung | Standort | Kennzeichnung | Schutzstatus | Datum | Bild           |
| ---------------- | ------------ | -------- | ------------- | ------------ | ----- | -------------- |
| Kirche St-Victor |              | (Lage)   | PA00086819    | Inscrit      | 1926  | weitere Bilder |

## Liste der Objekte

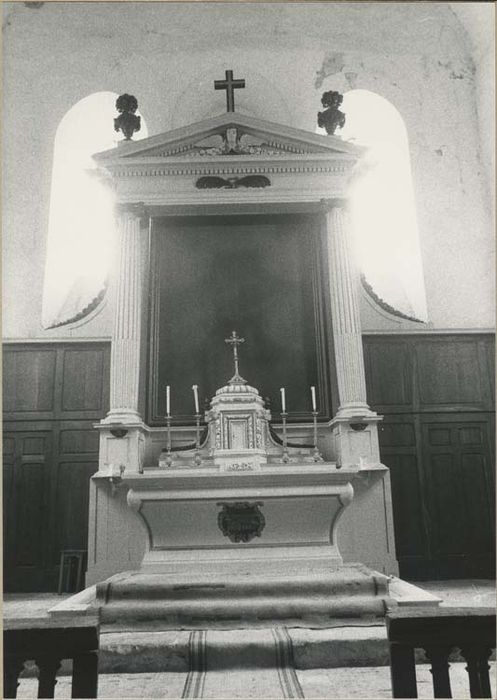
Hauptaltar (Ende des 16. Jahrhunderts) in der Kirche St-Victor

- Monuments historiques (Objekte) in Blennes in der Base Palissy des französischen Kultusministeriums